# Vladan Đorđević
Ipokrat "Vladan" Đorđević (em sérvio:  Владан Ђорђевић, 21 de novembro de 1844 - 31 de agosto de 1930) era um político sérvio, médico, escritor prolífico, organizador do Serviço Sanitário do Estado. Ele ocupou o cargo de prefeito de Belgrado, ministro da Educação, primeiro ministro da Sérvia e Ministro das Relações Exteriores.

## Primeiros anos
Ipokrat Đorđević (Ипократ Ђорђевић) nasceu em Belgrado, filho de Đorđe Đorđević e Marija (née Leko). Ele era descendente de arromanos da Macedônia. Ele tinha dois irmãos. Ele foi nomeado Ipokrat em homenagem a Hipócrates, por seu padrinho alemão Kosta. Mais tarde, ele mudou seu nome para Vladan, que havia sido seu nom de plume, por sugestão de seu professor no Liceu, Đuro Daničić, que "sérvilizou" muitos nomes de seus alunos.
Seu pai, farmacêutico, veio de uma família estabelecida há muito tempo na Sérvia. A mãe de Vladan Đorđević morreu quando ele tinha apenas sete anos de idade, mas seu pai o criou em Sarajevo, onde ele se mudou para abrir a primeira farmácia de estilo europeu. Vladan recebeu uma educação sérvia em Sarajevo, onde já mostrava um forte gosto pela história natural. Por sua obra, Kočina krajina, ele recebeu um prêmio da Matica Srpska em reconhecimento à sua monografia histórica. Đorđević participou do Congresso Panslavista em Moscou em 1867 e falou contra a ideia de união linguística.

## Carreira médica
Tendo escolhido a profissão médica, ele começou seus estudos na prestigiada Faculdade de Medicina da Universidade de Viena com uma bolsa do governo sérvio. Enquanto estava com a bolsa de estudos em Viena, ele expôs os males do domínio austríaco e, consequentemente, teve sua bolsa de estudos retirada. Um encontro casual com o Príncipe Mihailo Obrenović em Viena, que simpatizou com Đorđević, resultou na devolução de sua bolsa de estudos. Depois de se formar como cirurgião, ele ofereceu seus serviços na Guerra Franco-Prussiana. Após o conflito, ele voltou a Belgrado, onde se tornou um médico competente. Ele recebeu o posto de major e chefe médico do exército sérvio. Em 1879, ele foi encarregado do setor de saúde do Reino Sérvio e foi um dos primeiros médicos a trabalhar em saúde pública na administração estadual, além de obter apoio parlamentar para uma lei sobre o estabelecimento de um fundo nacional de saúde. Ao garantir financiamento para o serviço de saúde, Đorđević não apenas garantiu sua criação, mas também recebeu reconhecimento oficial de que a higiene é um bem público que deve ser promovido por meio de contribuições do estado. Em 1880, ele se casou com sua namorada vienense Paulina e, com ela, teve quinze filhos. Ele foi o principal fundador da Cruz Vermelha Sérvia, o Royal College of Physicians, e seu órgão, Arhiv, para o qual contribuiu com vários trabalhos de notável habilidade. Ele também liderou o Partido Progressista com Milutin Garašanin, filho de Ilija Garašanin.

## Carreira política

### Prefeito de Belgrado
Đorđević serviu como prefeito de Belgrado de 1884 a 1885. Quando ele assumiu, Belgrado tinha 4.420 casas e edifícios e uma população de 35.783.
Ao assumir o cargo, ele "expulsou burocratas e protecionistas", organizou o cais ao longo da margem do Sava e introduziu lanternas de rua. Em 1880, a administração introduziu um novo imposto municipal (trošarina), destinado a ser usado na construção de obras de água, esgoto, escolas, calçada de paralelepípedos, etc. Uma comissão municipal especial foi enviada a Londres, Reino Unido e a outras cidades europeias, para verificar como os assuntos comunitários são resolvidos lá. Đorđević decidiu usar o imposto para estabelecer as fundações do sistema municipal de coleta de resíduos sólidos. Ele regulamentou a disposição do lixo em casas particulares e organizou "tropas de limpeza" dentro do Corpo de Bombeiros. Para tornar operacional a coleta de lixo, Đorđević encomendou a compra de carrinhos, um para cada bairro da cidade, 14 bois, 13 funcionários e organizou o serviço administrativo. Devido aos surtos de cólera e sua formação médica, Đorđević imaginou o sistema principalmente por razões de saneamento e saúde, portanto como uma empresa sem fins lucrativos, de modo que a taxa paga pelos cidadãos era simbólica.
À medida que Belgrado se expandia, o antigo cemitério da cidade, no bairro de Tašmajdan, se tornou inadequado. Tornou-se pequeno demais para funcionar como o cemitério principal de Belgrado e, uma vez localizado nos arredores da cidade, à medida que Belgrado crescia, Tašmajdan tornou-se o centro da cidade, perto da corte real. A cidade estava em dificuldades financeiras e não havia muito o que comprar para o novo cemitério, por isso Đorđević doou um pedaço de sua própria terra para que o novo cemitério pudesse ser estabelecido. Nas décadas seguintes, a área, incluindo o próprio cemitério, foi conhecida como "Vladanovac", depois de Đorđević, mas foi gradualmente substituída pelo nome de Novo Cemitério.

### Primeiro-ministro
Em 1894, ele se aposentou e foi morar em Paris. Mal chegou quando foi chamado de volta a Belgrado e enviado a Constantinopla.
Em 1900, porém, Alexander Obrenović decidiu, apesar da amarga oposição de seu pai e de Đorđević, se casar com sua amante Draga Mašin.
Durante sua estada em Belgrado como primeiro-ministro, ele proclamou a lei marcial e executou suas medidas de reforma com severidade implacável, banindo da cidade qualquer um que tentasse resistir ou se colocasse em seu caminho. Quando todas as reformas foram feitas, ele foi afastado do cargo de prefeito de Belgrado. Posteriormente, Đorđević entrou em conflito com as autoridades. Ele foi acusado em 1906 de revelar segredos do governo em seu livro Kraj jedne dinastije: prolozi za istoriju Srbije (O Fim de uma Dinastia: Contribuições para a História da Sérvia, 3 vols., Belgrado, 1905, 1906) e condenado a seis meses de prisão. Ele cumpriu sua sentença na prisão superlotada da cidade de Belgrado.

## Legado
Đorđević manteve seu interesse em assuntos literários. Com amigos e colegas, ele ajudou a fundar um novo jornal, Otadžbina, no qual foram publicados alguns de seus escritos anteriores, principalmente questões práticas sobre higiene e economia.
Nenhum historiador sérvio escreveu um relato mais extenso da guerra sérvio-búlgara do que Vladan Đorđević, que publicou seus dois volumes de "Istorija Srpsko-Bugarskog rata 1885" em 1908.
Đorđević recebeu a Ordem de São Sava, Ordem da Cruz de Takovo e está incluído nos 100 sérvios mais proeminentes.

## Obras
- Otadžbina (Pátria), Beograd: Štamparija kraljevine srpske, 1890
- Srbija na Berlinskom Kongresu, Beograd: Štamparija kraljevine srpske, 1890
- Grčka i srpska prosveta, Srpska kraljevska akademija, 1896
- Kraj jedne dinastije: 1899–1900, Štamparija D. Dimitrijevića, 1906
- Moja odbrana pred sudom (Minha defesa perante o tribunal), Beograd: Narodna štamparija, 1906
- Srpsko-turski rat: uspomene i beleške iz 1876, 1877 i 1878 godine, Volume 1, Izdanje Ignjata Daničića, 1907
- Istorija srpsko-bugarskog rata 1885: Od Slivnice do Pirota, Nova štamparija "Davidović", 1908
- Evropa i Crna Gora, Sv. Sava, 1912
- Evropa i Balkan: Evropa i Rumunija, Sv. Sava, 1911
- Arnauti i velike sile, Izdavač trgovina Jevte M. Parlovića i kompanija, 1913
- Mladi kralj, Štamparija kraljevine srbije, 1913
- Car Dušan: istorijski roman iz XIV-oga veka, Volumes I-III, Naklada Hrvatskog štamparskog zavoda, 1920
- Golgota: silazak sa prestola, Beograd, 1933